# Renault R25
Der Renault R25 ist der 16. Formel-1-Rennwagen von Renault und kam in allen 19 Saisonrennen der Formel-1-Weltmeisterschaft 2005 zum Einsatz. Das Getriebe und der RS25-V10-Motor sind Eigenkonstruktionen von Renault.

## Technik
Ab der Saison 2005 verlangte das Reglement, den Motor während zwei gesamten Rennwochenenden einzusetzen. Wie im Vorjahr setzte Renault auf einen V10-Motor mit 72° Zylinderbankwinkel. Jedoch lag der Schwerpunkt im Vergleich zum Vorgänger tiefer. Da ab der Saison 2006 V8-Motoren eingesetzt wurden, war dies Renaults letzter 10-Zylinder-Motor.
Ab September 2005 setzte Renault erstmals bei einem Formel 1 Rennwagen einen sogenannten Schwingungsdämpfer ein. Dabei handelte es sich um 10 kg schweres Gewicht an einer Feder in der Fahrzeugnase. Dies wirkte Schwingungen entgegen und sorgte dafür, dass das Fahrzeug ruhiger auf der Strecke lag, was der Aerodynamik zugutekam.

## Fahrer
Die Fahrer waren der Italiener Giancarlo Fisichella und der Spanier Fernando Alonso.

## Lackierung und Sponsoring
Der R25 ist überwiegend in Hellblau und Gelb lackiert. Überdies gibt es dunkelblaue Farbakzente, beispielsweise am Frontflügel und Heckflügel. Es werben Elf, Hanjin, Michelin, Mild Seven und Telefonica dem Fahrzeug.

## Saisonverlauf
Während der Saison erwies sich das Auto an zahlreichen Stellen als langsamer als der McLaren MP4-20. Das zeigt sich auch durch die Anzahl der Siege, die 8:10 für McLaren ausfiel. Am Ende konnte Renault beide Weltmeisterschaften dank der Zuverlässigkeit des Wagens und der Beständigkeit der Fahrer gewinnen. Fernando Alonso und Giancarlo Fisichella holten acht Siege. Ihnen gelang zudem der letzte Sieg und Titel für ein Formel-1-Auto mit V10-Antrieb.

## Ergebnisse
| Fahrer                          | Nr.                             | 1 | 2   | 3   | 4   | 5 | 6  | 7 | 8   | 9   | 10 | 11 | 12 | 13 | 14 | 15 | 16  | 17 | 18 | 19 | Punkte | Rang |
| ------------------------------- | ------------------------------- | - | --- | --- | --- | - | -- | - | --- | --- | -- | -- | -- | -- | -- | -- | --- | -- | -- | -- | ------ | ---- |
| Formel-1-Weltmeisterschaft 2005 | Formel-1-Weltmeisterschaft 2005 |   |     |     |     |   |    |   |     |     |    |    |    |    |    |    |     |    |    |    | 191    | 1.   |
| F. Alonso                       | 5                               | 3 | 1   | 1   | 1   | 2 | 4  | 1 | DNF | DNS | 1  | 2  | 1  | 11 | 2  | 2  | 2   | 3  | 3  | 1  | 191    | 1.   |
| G. Fisichella                   | 6                               | 1 | DNF | DNF | DNF | 5 | 12 | 6 | DNF | DNS | 6  | 4  | 4  | 9  | 4  | 3  | DNF | 5  | 2  | 4  | 191    | 1.   |

| Legende  | Legende            | Legende                                                          |
| Farbe    | Abkürzung          | Bedeutung                                                        |
| -------- | ------------------ | ---------------------------------------------------------------- |
| Gold     | –                  | Sieg                                                             |
| Silber   | –                  | 2. Platz                                                         |
| Bronze   | –                  | 3. Platz                                                         |
| Grün     | –                  | Platzierung in den Punkten                                       |
| Blau     | –                  | Klassifiziert außerhalb der Punkteränge                          |
| Violett  | DNF                | Rennen nicht beendet (did not finish)                            |
| Violett  | NC                 | nicht klassifiziert (not classified)                             |
| Rot      | DNQ                | nicht qualifiziert (did not qualify)                             |
| Rot      | DNPQ               | in Vorqualifikation gescheitert (did not pre-qualify)            |
| Schwarz  | DSQ                | disqualifiziert (disqualified)                                   |
| Weiß     | DNS                | nicht am Start (did not start)                                   |
| Weiß     | WD                 | zurückgezogen (withdrawn)                                        |
| Hellblau | PO                 | nur am Training teilgenommen (practiced only)                    |
| Hellblau | TD                 | Freitags-Testfahrer (test driver)                                |
| ohne     | DNP                | nicht am Training teilgenommen (did not practice)                |
| ohne     | INJ                | verletzt oder krank (injured)                                    |
| ohne     | EX                 | ausgeschlossen (excluded)                                        |
| ohne     | DNA                | nicht erschienen (did not arrive)                                |
| ohne     | C                  | Rennen abgesagt (cancelled)                                      |
| ohne     | keine WM-Teilnahme |                                                                  |
| sonstige | P/fett             | Pole-Position                                                    |
| sonstige | 1/2/3/4/5/6/7/8    | Punktplatzierung im Sprint-/Qualifikationsrennen                 |
| sonstige | SR/kursiv          | Schnellste Rennrunde                                             |
| sonstige | *                  | nicht im Ziel, aufgrund der zurückgelegten Distanz aber gewertet |
| sonstige | ()                 | Streichresultate                                                 |
| sonstige | unterstrichen      | Führender in der Gesamtwertung                                   |